# (8630) 1981 EY35
(8630) 1981 EY35 — астероїд головного поясу, відкритий 2 березня 1981 року.
Тіссеранів параметр щодо Юпітера — 3,588.